# 軟膏剤

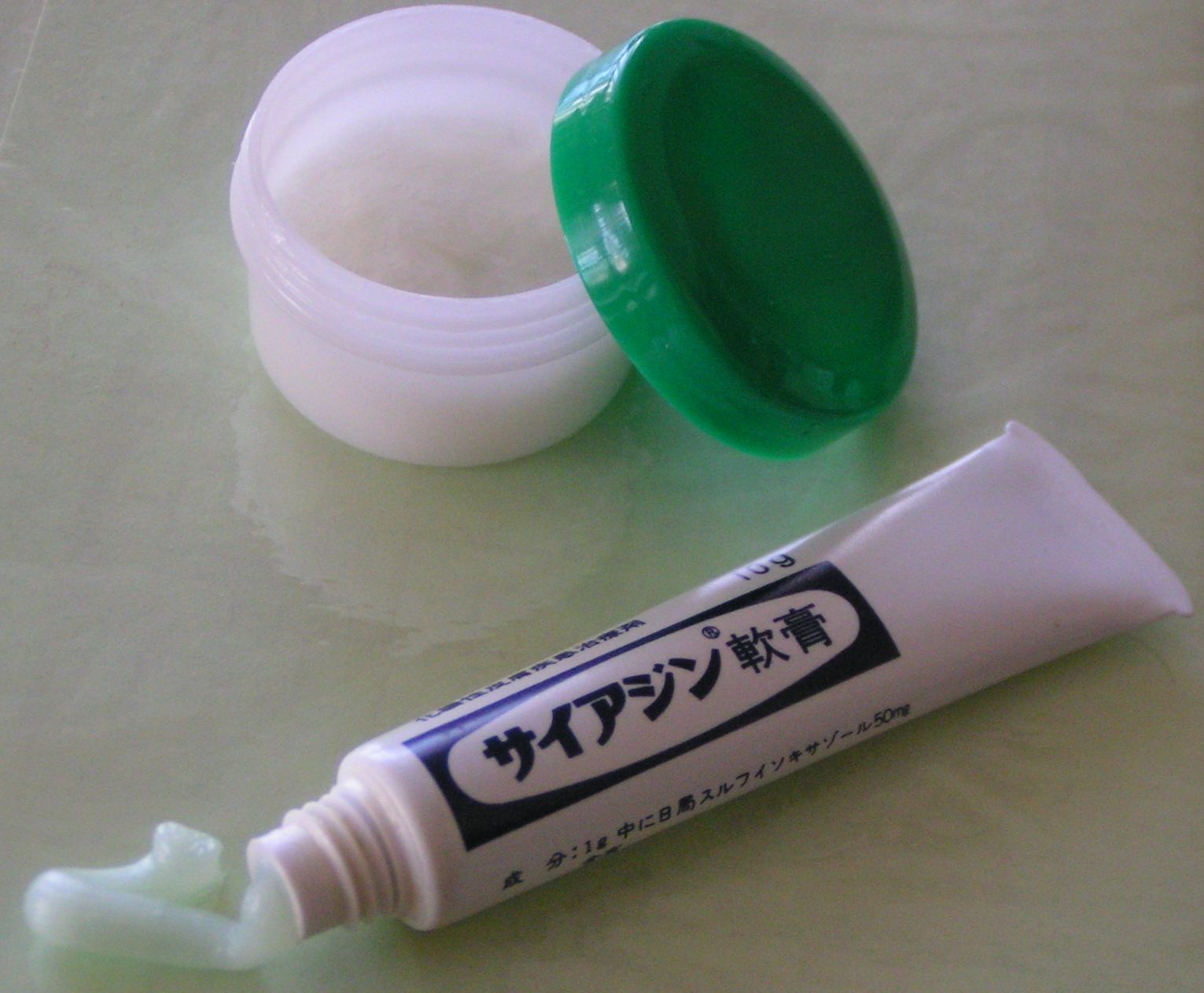
軟膏剤

軟膏剤（なんこうざい、オイントメント、英: ointments）、皮膚外用剤（ひふがいようざい）とは、皮膚疾患の治療の一つである皮膚外用療法に使用される医薬品の半固形の製剤である。
有効成分とワセリンなどの基剤の組み合わせで構成されており、基剤の中に分散して有効成分が存在する形になっている。有効成分と基剤をそのまま混合するか、溶媒に溶かすか加熱融解させて混合して製する。チューブやプラスチックやガラスの瓶に詰められて流通している。
「軟膏」の狭義の意味では、ワセリンなどの油脂性基剤を用いたものに限られるが、日本薬局方の規定では乳剤性基剤を用いたクリーム剤も含まれている。ここでは、狭義の軟膏に限らず皮膚に外用する薬剤一般につき解説する。

## 基剤
皮膚に付着し、有効成分を長く皮膚にとどめる働きをする。塗りやすく、皮膚に対する刺激性がなく、有効成分の安定性に影響しないものが求められる。有効成分と基剤との親和性が有効成分の吸収速度に影響する。大きく疎水性と親水性基剤に分けられる。

### 疎水性基剤（油脂性基剤）
一般に軟膏(なんこう)と呼ばれているものである。狭義の意味での「軟膏」である。水をはじき皮膚の皮膜保護作用も期待できるが、洗い落としにくいという欠点にもなる。鉱物由来のワセリンやパラフィン、ポリエチレン樹脂を流動パラフィンでゲル化したプラスチベース、生物由来のミツロウなどが用いられる。
- ワセリンという日本語は商標として登録されておらず、一般名として日本薬局方にも記載されている。しかしこれが英名の Vaseline だと商標となるため注意が必要。

### 親水性基剤
乳剤性基剤
一般に「クリーム」と呼ばれている。油脂と水を乳化剤で乳化したもので、乳化剤としては陰イオン型の石けん類や非イオン型のポリエチレングリコールのエステル類などが用いられる。水中油型(o/w型)と油中水型(w/o型)に分かれる。水中油型(o/w型、oil in water)を「親水軟膏」、油中水型(w/o型、water in oil)を「吸水軟膏」ということもある。有効成分の溶ける層が外層となった方が放出が早い。o/w型は水分が蒸発するとw/o型に転相する。羊毛から取られるラノリンはコレステロールを含むので乳化剤を加えなくとも水と乳化する。乳剤性基剤は、油脂性基剤に比べると展延性がよく、容易に洗い落とすことができ使い勝手がよいが、粘膜やびらん面などに用いると乳化剤の刺激によりかぶれたりすることがある。
水溶性基剤
一般には水溶性軟膏（すいようせいなんこう）と呼ばれる。ポリエチレングリコール（マクロゴール）類などを基剤としたもの。有効成分との混合が容易で、皮膚からの分泌物をよく吸収するが、皮膚との接触性は劣り、用法が『ガーゼにのばして貼付する』となっているものが多い。
懸濁性基剤
ゲル、ゼリー、ジェルの名称で流通している。吸水して膨潤し軟膏様の状態になるセルロースなどを基剤としたもの。粘膜やびらん面によく固着するため、創傷部位や眼軟膏に用いられる。

### 特殊な剤型
糊膏（リニメント）
泥状の外用剤で、微細に砕いた有効成分をグリセリンなどと共に水に混ぜて製する。水の量を増やし液状にすると懸濁性ローション剤になる。使いにくいので現在ではあまり用いられない。フェノール・亜鉛華リニメント（カチリ）が古くからよく知られている。
泥膏（パスタ）
軟膏類似の製剤であるが、軟膏より硬く、皮膚に直接塗布するのではなく、ガーゼなどに塗り広げて貼付して用いる。「イソジン・シュガー・パスタ」などがある。
従来は滲出液の多い創傷・熱傷には、やむをえず含水量の少なく、吸水性のあるパスタ製剤を使うことも多かったが、近年では吸水性ポリマーを含む創傷被覆材の開発により、細胞傷害性のある薬剤は使われない傾向にある。
硬膏
泥膏よりもさらに固く固形に近いもの。スピール膏が代表例で皮膚に貼って用いる。
ローション・スプレー
粉末剤を液体に混合したもの。ヒルドイド・ローションやニゾラール・ローション（抗真菌薬）、トプシム・ローション(ステロイド外用剤)などがある。

### 特殊な製剤
口腔用軟膏剤
口腔粘膜によく付着し唾液などで流されにくいことが求められる。疎水性の基剤にセルロース類やパラフィンなどを加えて粘着性を高めてある。
眼軟膏剤
鋭敏な眼粘膜に使用するため、無菌であること、粘膜刺激がないこと、目から吸収されないこと、滑りがよいことなどが求められる。基剤としては、軟稠性の眼科用ワセリン(プロペトなど)、プラスチベースがよく用いられる。有効成分を固形のまま微粉末にして分散させる場合には流動パラフィン、液状の場合には精製ラノリンが用いられる。

## 保存剤
軟膏剤、特に乳剤性軟膏剤は微生物汚染を受けやすいため、パラオキシ安息香酸エステルやデヒドロ酢酸などを防腐剤として加える。また油性基剤は酸化しやすいので、ジブチルヒドロキシトルエンやトコフェロール、アスコルビン酸などを抗酸化剤として加える。

## 薬効成分
薬効を示す成分である。ビタミン剤・ステロイド剤・NSAIDs・抗生物質・抗真菌剤・免疫抑制剤など、多種多様な種類がある。

## 主なブランド
ここでは「一般用医薬品」の主なブランドを記す。
- オロナインH軟膏 - 大塚製薬
- フルコート - 田辺三菱製薬
- クロマイー軟膏 - 第一三共
- ボラギノールA軟膏 - 天藤製薬
- ドルマイシン軟膏 - ゼリア新薬工業
- ヒルドイド軟膏 - マルホ
- アズノール軟膏 - 日本新薬
- イソジン軟膏 - 明治
- レスタミンコーワ軟膏 - コーワ
- ワグラス軟膏 - 剤盛堂薬品
- ユベラ軟膏 - エーザイ
- ゲンタシン軟膏 - MSD